# Condado de la Vega del Ren

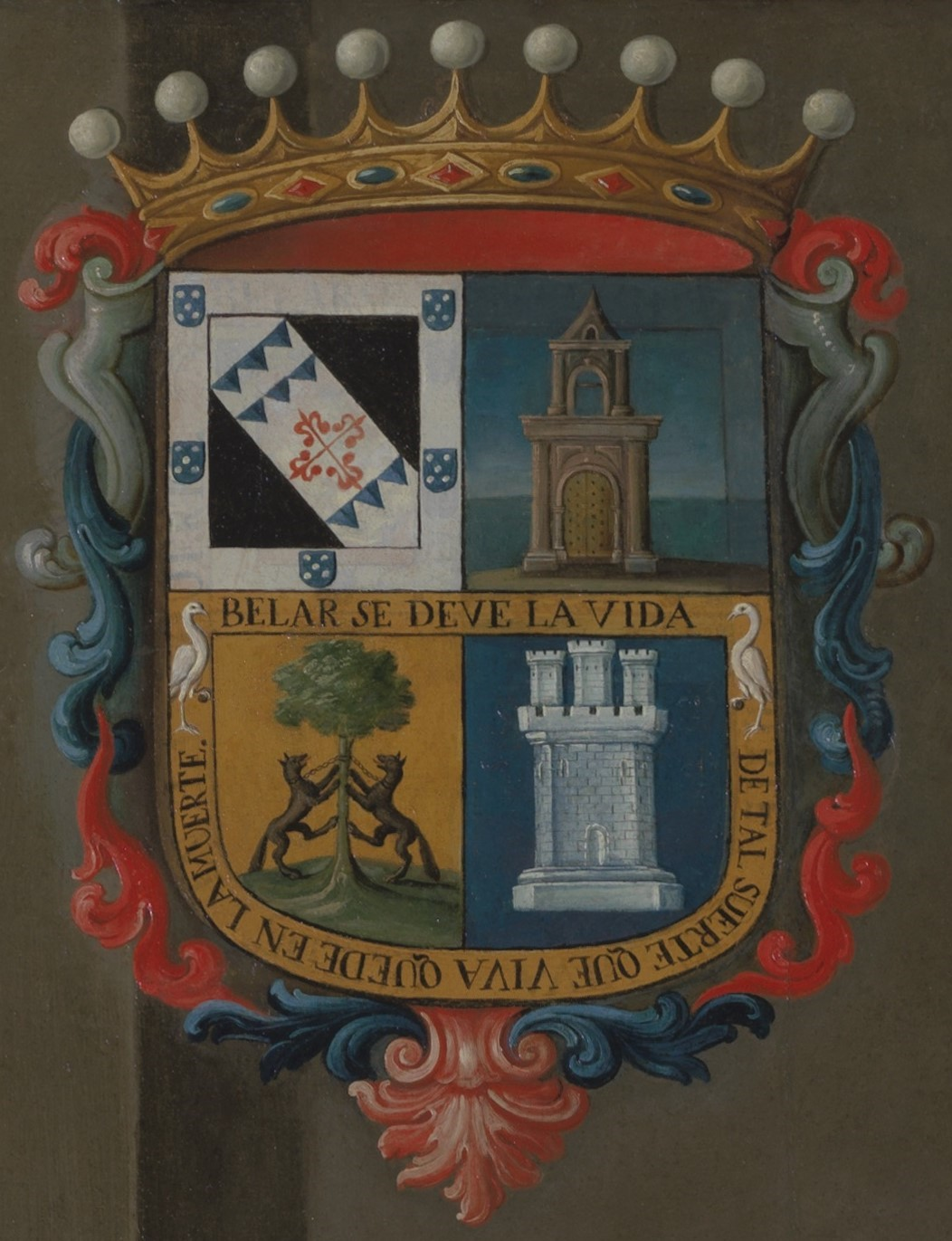
Escudo representativo del Condado De La Vega Del Ren

El condado de la Vega del Ren es un título nobiliario concedido a una familia criolla, radicada en Lima a fines del siglo XVII, dueña de varias haciendas y cuyos miembros se dedicaron a la vida militar o ejercieron la función pública. Este título fue creado el 4 de julio de 1686 por Carlos II y concedido a Josefa Zorrilla de la Gándara León y Mendoza, natural de Lima, Perú y casada con Juan José Vásquez de Acuña Menacho Morga Sosa y Rengifo, afincados en Lima.
Los siguientes poseedores del título residieron en el Perú; a pesar de que los primeros condes de la Vega del Ren no habían nacido en la península ibérica, sus riquezas les permitieron el acceso a la aristocracia colonial tras la adquisición de su título, el cual consiguieron mantener en su misma influencia y prestigio por más de un siglo.
Entre las posesiones más icónicas que poseyó esta familia, fue el Palacio Veneciano de Lima o Casa Concha de Lima, imitando la Arquitectura italiana del Palazzo veneciano y que fue proyectado para hacer al Río Rímac como un canal navegable y establecer un Puerto de Lima independiente al del Callao, sin embargo, se cancelaron tales propuestas tras su demolición en 1943.

## Condes de la Vega del Ren
- Josefa Zorrila de la Gándara León Mendoza y Zúñiga, I condesa de la Vega del Ren .

Casó, en 1668, con Juan José Vázquez de Acuña Sosa y Menacho, señor de Casa Menacho y Morga. Cedió el título a su hijo mayor:
- Francisco Vázquez de Acuña y Zorrilla de la Gándara, conde de la Vega del Ren.

Casó con Alfonsa Eulalia Ibáñez de Segovia y Orellana, quien murió joven y sin sucesión, razón por la cual el título revirtió a su madre, quien en su testamento lo cedió a su hijo menor:
- Matías José Vázquez de Acuña Menacho y Zorrilla de la Gándara, II conde de la Vega del Ren (Lima, 1675-1737), fue gobernador de Valparaíso y Castrovirreyna y almirante de la Mar del Sur.

Casó, en 1721, con Catalina de Iturgoyen Amasa Lisperguer y Andía. Le sucedió su hijo:
- José Jerónimo Cayetano Vázquez de Acuña Menacho e Yturgoyen (Valparaíso, 1704-?), III conde de la Vega del Ren . Fue comisario general de la Caballería y corregidor de Chayanta (parte de la actual Bolivia).

Casó, en 1730, con Francisca Bárbara Vázquez de Acuña y Román de Aulestia. Le sucedió su hijo:
- Juan José Vázquez de Acuña Menacho y Román de Aulestia, IV conde de la Vega del Ren. Fallecido sin descendencia. Le sucedió su hermano:

- Matías Mariano José Cayetano Vázquez de Acuña Menacho y Román de Aulestia  (Lima, 1738-1792),V conde de la Vega del Ren. Fue oficial del batallón del Real Felipe y teniente coronel de Infantería, además de alcalde de Lima (1791).

Casó, en 1772, con María Rosa de Ribera y Mendoza. Le sucedió su hijo:
- José Matías Pascual Vázquez de Acuña Menacho y Ribera (Lima, 1784-1842), VI conde de la Vega del Ren alcalde de Lima en 1810. Gracias a sus influencias y riquezas desempeñó importante papel apoyando la Independencia del Perú, luego de la cual José de San Martín lo hizo miembro del Consejo de Estado y fundador de la Orden del Sol; en tanto el recién independiente Perú declaró en 1821 abolidos los títulos nobiliarios de la monarquía española, éste fue el último conde de la Vega del Ren cuyo título nobiliario fuese reconocido y ejercido efectivamente en América. Fue el último poseedor del título del condado de la Vega del Ren en América.

Casó con María Loreta de la Fuente y Mesía, IX marquesa del Dragón de San Miguel de Híjar, V condesa de Sierrabella.
- María Josefa del Carmen Vázquez de Acuña y de la Fuente Mesía (1807-1881), X marquesa de San Miguel de Híjar, VI condesa de Sierrabella.

Casó con Manuel Santiago-Concha y de la Cerda.
Rehabilitado en 1912 por:
- Manuel de Santiago-Concha y Loresecha Vázquez de Acuña y Salazar, VII conde de la Vega del Ren.

Casó con la limeña Constanza de Osma y Cortés, hija del conde de Vistaflorida.
- Juan Rodríguez de Santiago-Concha y Fabra (1954-Madrid, 4 de enero de 2022), VIII conde de la Vega del Ren, XV marqués de San Miguel de Híjar, VIII marqués de Casa Tremañes, marqués de Valdelirios, X conde de Sierrabella, VII conde de Villanueva del Soto.

Casó con la española María Cristina Ruiz Navarro y del Pinar. Sucedió su hija:
- Cristina Rodríguez de Santiago-Concha y Ruiz-Navarro, IX condesa de la Vega del Ren,[2] IX marquesa de Casa Tremañes, XVI marquesa del Dragón de San Miguel de Híjar, VIII marquesa de Valdelirios y IX condesa de Villanueva del Soto.